# 大阪狭山郵便局
大阪狭山郵便局（おおさかさやまゆうびんきょく）は、大阪府大阪狭山市にある郵便局。民営化前の分類では集配普通郵便局であった。

## 概要
住所：〒589-8799 大阪府大阪狭山市岩室1-401-5

## 沿革
- 1922年（大正11年）7月16日 - 狭山郵便局として設置。
- 1966年（昭和41年）1月30日 - 電話交換および和文電報配達業務を大阪狭山電報電話局に移管[1]。
- 1978年（昭和53年）12月1日 - 振替の請求、通常払込の払込みおよび外国の郵便振替への加入申込の受付に関する事務の取扱を開始。
- 1980年（昭和55年）10月1日 - 特定郵便局から普通郵便局に局種別改定するとともに、河内狭山郵便局に改称。
- 1987年（昭和62年）10月1日 - 大阪狭山郵便局に改称。
- 1990年（平成2年）5月21日 - 大阪狭山市茱萸木二丁目から同市岩室一丁目に移転。
- 1999年（平成11年） - 外国通貨の両替および旅行小切手の売買に関する業務取扱を開始。
- 2007年（平成19年）10月1日 - 民営化に伴い、併設された郵便事業大阪狭山支店に一部業務を移管。
- 2012年（平成24年）10月1日 - 日本郵便株式会社発足に伴い、郵便事業大阪狭山支店を大阪狭山郵便局に統合。

## 取扱内容
- 郵便、印紙、ゆうパック、内容証明
- 貯金、為替、振替、振込、国際送金、外貨両替・トラベラーズチェック、国債、投資信託
- 生命保険、バイク自賠責保険、自動車保険
- ゆうちょ銀行ATM
- 「589-00xx」区域（大阪狭山市全域）の集配業務
- ゆうゆう窓口

## 風景印
- 図柄は狭山池と吉川家住宅。局名表記は「大阪狭山」
- 使用開始日は1987年10月1日

## 周辺
- 大阪府立狭山高等学校
- 大阪狭山市立西小学校
- 大阪狭山市保健センター
- 大阪狭山市立公民館
- 大阪狭山市立図書館
- 大阪狭山市立老人センター
- 狭山池

## アクセス
- 南海高野線 金剛駅から徒歩約23分
- 南海バス 狭山西小学校前停留所下車
- 大阪狭山市循環バス 大阪狭山郵便局前停留所、もしくは福祉センター前停留所下車
- 阪和自動車道 堺ICから東へ約6km、美原北ICから南へ約7.5km
- 国道310号 亀の甲交差点を西
- 駐車場あり：10台